# Marian Pleașcă
Marian Pleașcă (* 6. Februar 1990 in Dăneasa, Kreis Olt) ist ein rumänischer Fußballspieler. Er steht seit Anfang 2010 bei Pandurii Târgu Jiu unter Vertrag.

## Karriere
Pleașcă begann im Alter von zehn Jahren mit dem Fußballspielen bei Pandurii Târgu Jiu. Im Jahr 2008 rückte er zunächst in die zweite Mannschaft, Anfang 2010 schließlich in die erste Mannschaft auf, die seinerzeit in der Liga 1 spielte. In der Rückrunde 2009/10 kam er zu seinen ersten beiden Einsätzen und beendete die Spielzeit mit seinem Klub auf dem 15. Platz. Um Spielpraxis zu sammeln, wurde er im Sommer 2010 für ein halbes Jahr an Minerul Lupeni in die Liga II ausgeliehen. Minerul zog sich jedoch im Oktober 2010 vom Spielbetrieb zurück, so dass er lediglich auf vier Einsätze kam. Pleașcă kam Anfang 2011 zurück zu Pandurii und kam fortan häufiger zum Zuge, ohne sich jedoch als Stammspieler etablieren zu können.

## Nationalmannschaft
Pleașcă wurde von Nationaltrainer Victor Pițurcă erstmals im November 2011 für zwei Freundschaftsspiele der rumänischen Nationalmannschaft nominiert. Er debütierte am 11. November gegen Belgien, als er in der 76. Minute für Srdjan Luchin eingewechselt und acht Minuten später wieder ausgewechselt wurde.